# Meșterul Manole

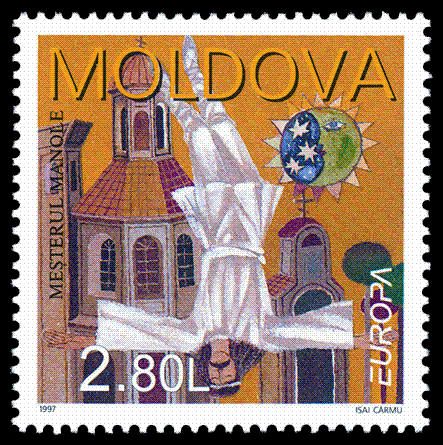
Meşterul Manole

Meșterul Manole (en català i de manera aproximada: el mestre d'obres Manole), segons la mitologia romanesa, va ser l'arquitecte en cap del monestir de Curtea de Argeș a Valàquia. El mite de la construcció de la catedral s'expressa en el poema popular Monastirea Argeșului ("El monestir del riu Argeș").
Al poema, a Manole li resulta impossible construir el monestir sense un sacrifici humà i, malgrat els seus esforços, es veu obligat a sacrificar la seva pròpia dona embarassada empresonant-la a les parets de l'edifici. Escrit a l'estil d'una balada popular, el poema sovint es veu com un exemple de "mite estètic" a la literatura folklòrica. Transmet la creença que no es pot construir res durador i únic sense l'autosacrifici del creador.
George Călinescu considerava Meșterul Manole, juntament amb Miorița, Zburător i Dochia i Trajà, com a part dels quatre mites fonamentals de la literatura popular romanesa.

## Argument
La llegenda del mestre Manole: el príncep Radu el Negre (Radu Negru) volia construir el monestir més bell del país, de manera que va contractar el mestre Manole, el millor paleta d'aquells temps, juntament amb els seus nou homes. Durant la construcció, perquè les parets del monestir s'esfondrarien contínuament, el príncep amenaçà de matar Manole i els seus treballadors.
Desesperat pel camí de la construcció, una nit Manole va tenir un somni en què li van dir que, per construir el monestir, havia d'incorporar a les seves parets a una persona molt estimada per ell o pels seus paletes. Va explicar als seus paletes el seu somni i van acordar que la primera dona que hi anés seria la que s'havia d'incorporar a les parets del monestir perquè el seu art perdurés.
L'endemà, Manole va mirar pels turons i va veure tristament la seva dona, Ana (que estava embarassada), que venia de lluny. Va pregar a Déu que comencés la pluja i la tempesta perquè parés el viatge o tornés a casa. Però el seu amor era més fort que la tempesta i continuava. Va tornar a pregar, però res no la podia aturar. Quan va arribar, Manole i els constructors li van dir que volien jugar a un petit joc, que consistia a construir parets al voltant del seu cos. Va acceptar feliçment, però aviat es va adonar que no era cap joc i va implorar a Manole que la deixés anar. Però va haver de complir la seva promesa. I va ser així com es va construir el bell monestir.
Quan es va acabar el monestir, el príncep va preguntar als constructors si mai podrien fer un edifici tan esplèndid. Manole i els seus paletes van dir al príncep que segur que sempre podrien construir un edifici encara més gran. En sentir-ho i témer que construïssin un edifici més gran i més bonic per a algú altre, el príncep els va deixar encallats a la teulada perquè morissin i que mai no construïssin alguna cosa que s'hi pogués assemblar. Van dissenyar ales de fusta i van intentar volar del terrat. Però, un a un, van caure tots a terra. Es creu que un pou d'aigua clara, que porta el nom de Manole, marca el lloc on va caure el mateix Manole.

### Negru Vodă
Sembla que Negru Vodă del conte és una fusió entre Radu Negru, el fundador tradicional de Țara Românească (Valàquia), i Neagoe Basarab, el constructor històric de l'església.

## Publicació i llegat
Al costat de "Miorița", "Toma Alimoș" i "Dolca", va ser publicat per Vasile Alecsandri a la primera col·lecció de creacions populars romaneses el 1852, titulat " Poezii populare, balade (Cântice bătrânești) adunate și îndreptate de Vasile Alecsandri ". Tot i que el text popular té diverses variants, perquè l'autor és anònim i la balada es va transmetre oralment de generació en generació, la publicada per Alecsandri està consagrada en forma literària.
Molts escriptors romanesos han agafat la llegenda com a motiu i font d'inspiració. Entre ells, Lucian Blaga (a la seva obra de teatre Meşterul Manole) va presentar una interpretació moderna del mite. A la versió de Blaga, el sacrifici personal de Manole no és motivat per cap gest del príncep Radu, sinó que és un viatge personal.

## Anàlisi
El paper d'Ana, en particular, va ser àmpliament debatut pels estudiosos, sovint com a exemple d'una dona model, que mai no es desvia del compromís i el deure amb Manole fins i tot davant dels esforços sobrenaturals per aturar-la, sinó també com a crítica feminista del matrimoni, que requereix que les dones se sacrifiquin i es confinin a les parets de la casa pel bé del treball dels seus marits.
L'intent de Manole i dels altres paletes de fugir del terrat construint ales de fusta només apareix en la versió romanesa i és una variació del mite d'Ícar.

## Semblances
Un conte similar a la cultura hongaresa és Kőműves Kelemen ("Kelemen, el paleta"), la sinopsi del qual és essencialment equivalent a la història de Manole. Una altra història és la de Rozafa, el castell de Shkodra, Albània. Rozafa era l'esposa del més petit de tres germans que només va poder construir el castell després d'haver-la emmurallat amb vida. A Sèrbia, The Building of Skadar també utilitza l'expressió "esposa de maons".
Hi ha històries similars a Mongòlia Interior (relacionat amb el huno ciutat de Tongwancheng) i en el sud dels Balcans, Montenegro, Bulgària i Grècia (el pont d'Arta). A Bulgària també hi ha una llegenda sobre un mestre d'obres amb el nom de Manol que va volar del minaret de la mesquita Selimiye d'Edirne amb ales d'àguila que va crear. Una altra història similar és la llegenda del castell de Matsue al Japó. Segons alguns, hi ha més de 700 variants locals del mite.